# Bouse
Bouse is een plaats (census-designated place) in de Amerikaanse staat Arizona, en valt bestuurlijk gezien onder La Paz County.

## Demografie
Bij de volkstelling in 2000 werd het aantal inwoners vastgesteld op 615.

## Geografie
Volgens het United States Census Bureau beslaat de plaats een oppervlakte van
26,1 km², geheel bestaande uit land. Bouse ligt op ongeveer 289 m boven zeeniveau.

## Plaatsen in de nabije omgeving
De onderstaande figuur toont nabijgelegen plaatsen in een straal van 40 km rond Bouse.